# S盤アワー
『S盤アワー』（エスばんアワー）は、日本文化放送協会（現・文化放送）が、開局直後の1952年4月2日から1969年10月1日までの間に放送された、音楽ラジオ番組である。

## S盤について
S盤とは、日本ビクター（現：JVCケンウッド）の音楽レコード事業部（現：ビクターエンタテインメント〈二代目法人〉）のSP盤洋楽レコードレーベルの略称で、当時発売された洋楽の新譜を帆足まり子（当時は日本ビクターの社員、放送途中で退社してフリー）のディスクジョッキーで紹介するというものであった。

## 概要
- オープニング曲はペレス・プラード楽団の「エル・マンボ」、エンディング曲はラルフ・フラナガン楽団の「唄う風」である。冒頭のあいさつは「犬のマークでおなじみの日本ビクターがお送りする、ニュースタイルの軽音楽プロ、"S盤アワー"の時間がやってまいりました」[注 2][3]。
- 放送開始当初は15分番組であったが、1952年7月放送分より20分番組に拡大され、さらに同年11月放送分より30分番組に再び拡大された[4]。
- 番組収録は四谷の文化放送旧社屋ではなく、東京・築地聖路加病院前にあったビクター築地スタジオ、1969年7月から最終回までは落成したばかりのビクター青山スタジオで行われていた[注 3][5]。
- また、放送で使われている音源はレコード盤ではなく、RCAから空輸されたカッティング用のマスターテープを使用しており、ノイズもない生演奏に近い雰囲気を心がけている[5]。

## スタッフ
- プロデューサー：小藤武門（中原ひろと）

## 放送局および放送時間
| 放送局       | 曜日 | 放送時間    | 備考  |
| ------------ | ---- | ----------- | ----- |
| 文化放送     | 水   | 21:45-22:00 | [ 1 ] |
| 信濃放送     |      |             |       |
| 中部日本放送 |      |             |       |
| 新日本放送   |      |             |       |
| 神戸放送     |      |             |       |

| 放送局       | 曜日 | 放送時間      | 備考 |
| ------------ | ---- | ------------- | ---- |
| 文化放送     | 水   | 21:30 - 22:00 |      |
| ラジオ青森   | 土   | 20:30 - 21:00 |      |
| 東北放送     | 金   | 21:30 - 22:00 |      |
| 山形放送     | 月   | 20:00 - 20:30 |      |
| ラジオ福島   | 水   | 20:00 - 20:30 |      |
| 信越放送     | 日   | 20:00 - 20:30 |      |
| ラジオ新潟   | 水   | 21:00 - 21:30 |      |
| 北日本放送   | 日   | 22:25 - 22:55 |      |
| 北陸放送     | 日   | 22:25 - 22:55 |      |
| 福井放送     | 日   | 22:25 - 22:55 |      |
| 中部日本放送 | 月   | 21:30 - 22:00 |      |
| 朝日放送     | 日   | 22:00 - 22:30 |      |
| 神戸放送     | 月   | 19:15 - 19:45 |      |
| 山陽放送     | 木   | 20:00 - 20:30 |      |
| ラジオ中国   | 木   | 20:00 - 20:30 |      |
| 四国放送     | 日   | 21:00 - 21:30 |      |
| 南海放送     | 金   | 21:00 - 21:30 |      |
| ラジオ九州   | 金   | 22:15 - 22:45 |      |
| ラジオ長崎   | 木   | 19:30 - 20:00 |      |

## エピソード
- 日本ビクターのプロデューサーである小藤武門が最初に企画をラジオ東京に持ち込んだが断られたため、文化放送に持ち込んで採用された経緯がある[7]。
- 番組立ち上げの段階でビクターの別の関係者がビクターの専属歌手としてデビューしたばかりの宮城まり子をディスクジョッキーとして推薦した。宮城本人もやる気満々であったが、「歌手である彼女にそんな事をさせるなんて如何なものか?」「歌手とディスクジョッキーなんて、両立できるはずがない」とビクターの社内からの懸念の声が挙がった為、プロデューサーである小藤が当時、入社3年目のビクター社員で”まりこ”繋がりの帆足まり子を推薦した。ちなみに彼女がナレーターを務めたビクター製品の宣伝コマーシャルのテープを聞いて「これだ！」と起用を決めたとのこと[8][9]。